# Hammer Bach
Der Hammer Bach ist ein kleines Fließgewässer im Stadtgebiet der nordrhein-westfälischen Kreisstadt Viersen. Der Hammer Bach mündet in die Niers, einen Nebenfluss der Maas. Ältere Bezeichnungen für den Bachlauf waren Hammray Beeck, Hammer Beeck oder Hammbach. Gelegentlich findet sich in neueren Veröffentlichungen auch die Schreibweise "Hammerbach".

## Etymologie
Der Name Hammer Bach leitet sich vom Viersener Ortsteil Hamm ab, den der Bach in West-Ost-Richtung der vollen Länge nach durchfließt. Dies gilt entsprechend auch für die historischen Vorformen Hammray Beeck, Hammer Beeck oder Hammbach, wobei das Wort "Beeck", in etwas veralteter Schreibweise, die niederländische Entsprechung des deutschen "Bach" ist. Ein Zusammenhang mit dem Werkzeug Hammer, für Ortsunkundige möglicherweise naheliegend, besteht hingegen nicht.

## Amtliche Charakterisierung
Der Hammer Bach hat eine Länge von gut 6,7 Kilometer und sein Einzugsgebiet ist etwa 13,75 Quadratkilometer groß.
Ober- und Mittellauf des Hammer Bachs werden vom Landesamt für Natur, Umwelt und Verbraucherschutz NRW als Gewässer des Typs 14 (Sandgeprägter Tieflandbach), der Unterlauf hingegen als Gewässer des Typs 11 (Organisch geprägter Bach) eingestuft.
Sein Ökologischer Zustand wird im Bewirtschaftungsplan 2016–2021 als "schlecht" beschrieben.

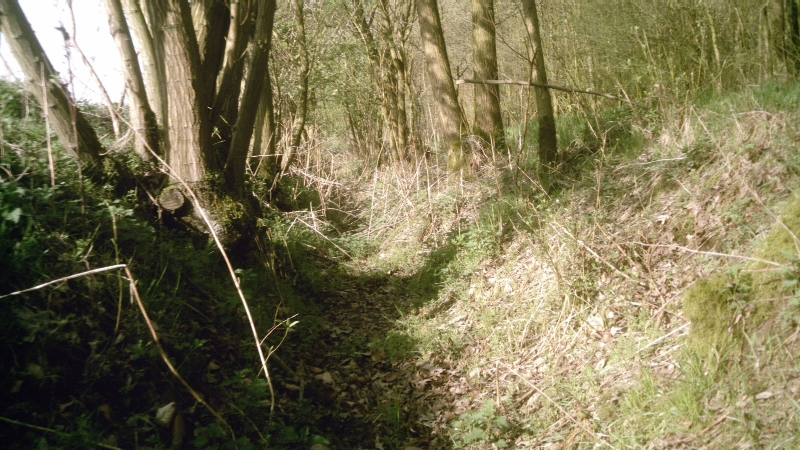
Das ausgetrocknete Bachbett des Hammer Bachs nahe der amtlichen Quelle in der Bockerter Heide.

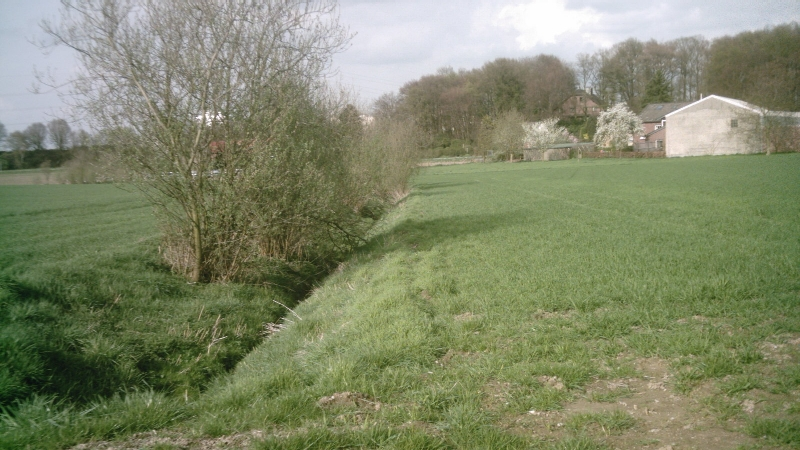
Das Bachbett des Hammer Bachs südwestlich der Tempelshöfe am Rand des Viersener Ortsteils Oberbeberich:
Einzelne Reste von Feuchtigkeit.

## Verlauf
Das Quellgebiet des Hammer Bachs liegt, wenigstens theoretisch, am Rand der Bockerter Heide. Von hier aus verläuft das Bachbett über die Altviersener Ortsteile Ober- und Unterbeberich, Hamm und Düpp bis zur Mündung in die Niers nahe der Niersbrücke an der L 29 ("Krefelder Straße"), der früheren B 7. Dabei lassen sich Ober-, Mittel- und Unterlauf recht deutlich voneinander abgrenzen:

### Der Oberlauf
In amtlichen Kartenwerken des Landes Nordrhein-Westfalen wird eine Stelle am Rand des Naturschutzgebietes Bockerter Heide als Quelle des Hammer Bachs ausgewiesen. Die Quelle liegt demnach etwa 800 Meter südlich der Noverhöfe, 800 Meter östlich vom Haus Waldfrieden, 900 Meter westlich des Weilers Bötzlöh und etwa 1,2 Kilometer nördlich des Autobahnkreuzes Mönchengladbach.
Bei einer Begehung und Besichtigung des Areals im April 2011 zeigt sich das Bachbett des Hammer Bachs in dessen angeblichem Quellgebiet tatsächlich jedoch völlig ausgetrocknet. Erst etwa 800 m weiter nördlich, ab dem Gebiet der Noverhöfe, finden sich gelegentlich Reste von Feuchtigkeit und einzelne Pfützen im Bachbett, von einem Fließgewässer im Sinne des Wortes kann auch in diesem Abschnitt eigentlich keine Sprache sein.
Das Bachbett verläuft von den Noverhöfen aus zunächst in nordöstlicher Richtung bis ins Gebiet der Tempelshöfe, wo es dann Richtung Nordwesten abbiegt und zwischen den Tempelshöfen und der Oberbebericher Sitzstadt zunächst in ein Hochwasserrückhaltebecken mündet. Der Hammer Bach verlässt das Rückhaltebecken dann anschließend unterirdisch durch eine Röhre, zirka 120 Meter nordwestlich davon kommt das Bachbett im Bereich der Oberbebericher Sitzstadt wieder an die Oberfläche. Auch hier finden sich nur sporadische Feuchtigkeits- und Wasserreste im Bachbett.

### Der Mittellauf

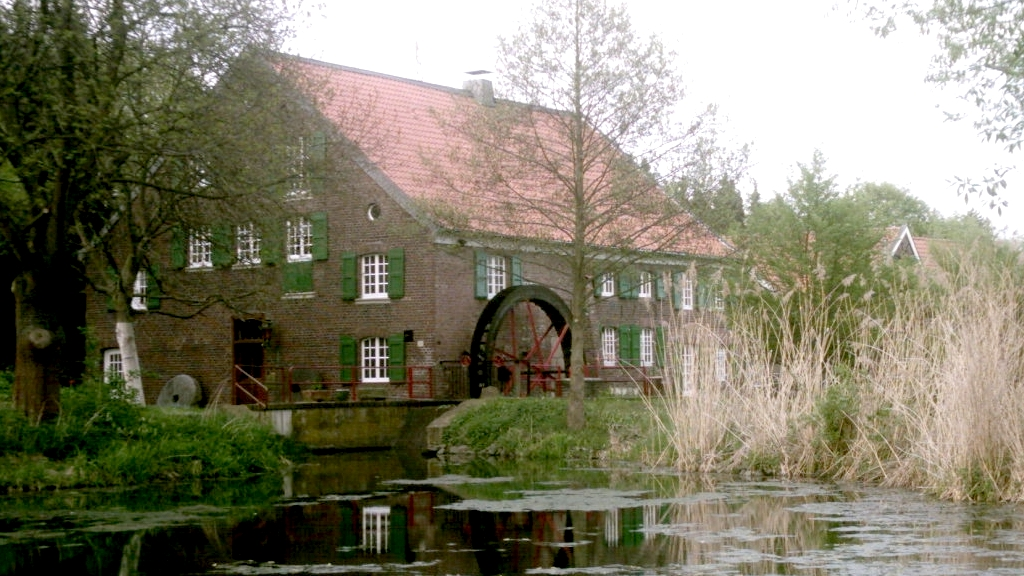
Die Bongartzmühle an einem Stauteich des Hammer Bachs zwischen Unterbeberich und Hamm.

Der Mittellauf des Hammer Bachs erstreckt sich über die Altviersener Ortsteile Oberbeberich, Unterbeberich und Hamm und ist gekennzeichnet durch eine Reihe von Stauteichen, die teilweise unmittelbar hintereinander folgen. Die Stauteiche gehen historisch auf mehrere Wassermühlen zurück, zu deren Betrieb der Bach an einigen Stellen aufgestaut wurde, manche der heutigen Stauteiche waren bereits zur Franzosenzeit um 1800 herum vorhanden. Beim letzten dieser Stauteiche in Hamm handelt es sich allerdings um ein künstlich angelegtes Biotop aus den 1990er Jahren.
Ab dem Beginn des Stauteich-Arrangements in Oberbeberich ist der Hammer Bach nun auch ein nicht nur amtliches, sondern auch echtes Fließgewässer. Ab Oberbeberich verläuft die Fließrichtung im Wesentlichen in nordöstlicher oder ostnordöstlicher Richtung. Mit dem Ausfluss aus dem östlichsten Stauteich bei Hamm geht der Mittellauf des Hammer Bachs in den Unterlauf über.

#### Die Bongartzmühle
Zwischen Unterbeberich und Hamm befindet sich zwischen Bachstraße und Hammer Bach die Bongartzmühle. Die an einem Stauteich des Hammer Bachs liegende Wassermühle wurde 1569 errichtet, es gab an der Stelle aber bereits mindestens seit dem 14. Jahrhundert eine Vorgängermühle, möglicherweise sogar seit etwa 1250. Der Gebäudekomplex steht seit 1983 als Baudenkmal unter Denkmalschutz.

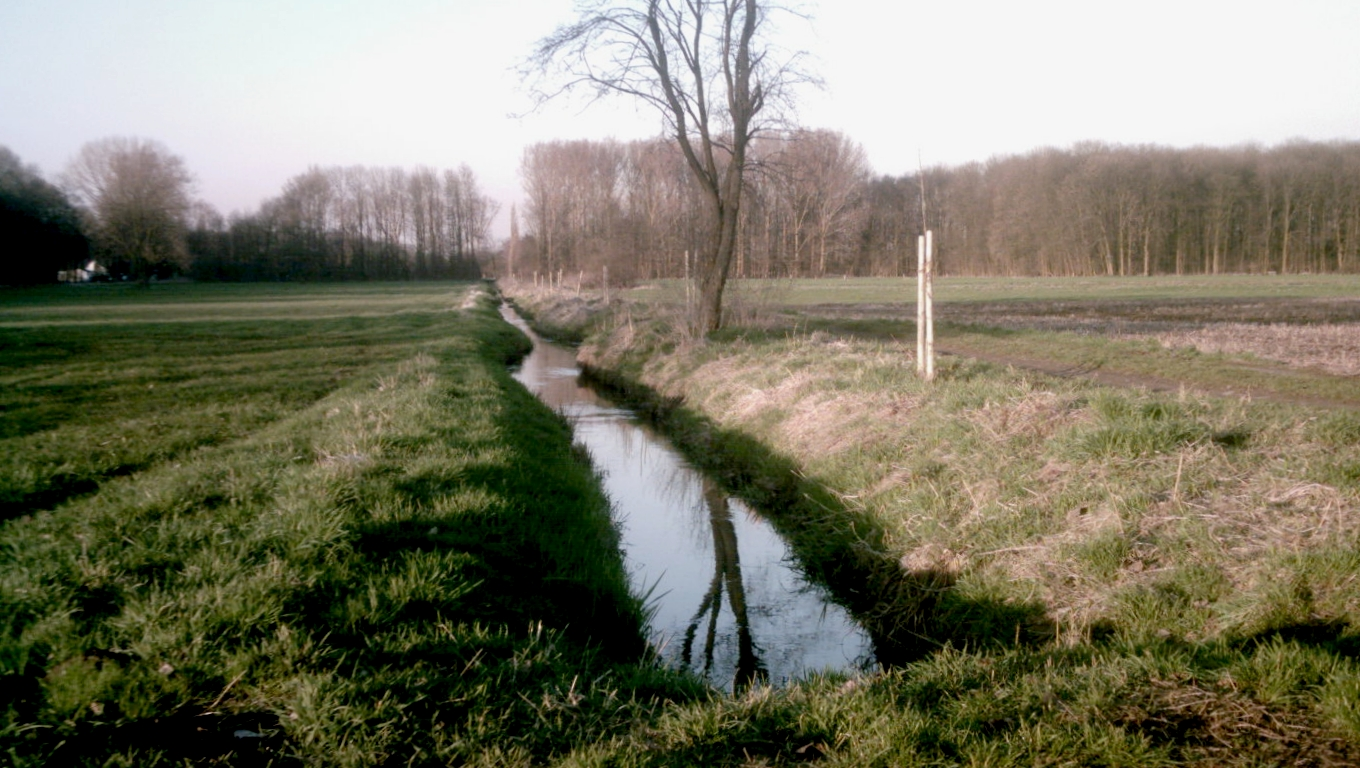
Der Hammer Bach nördlich von Düpp zwischen den Fluren Am Beckersweg (links) und Eschlöh (rechts).

### Der Unterlauf

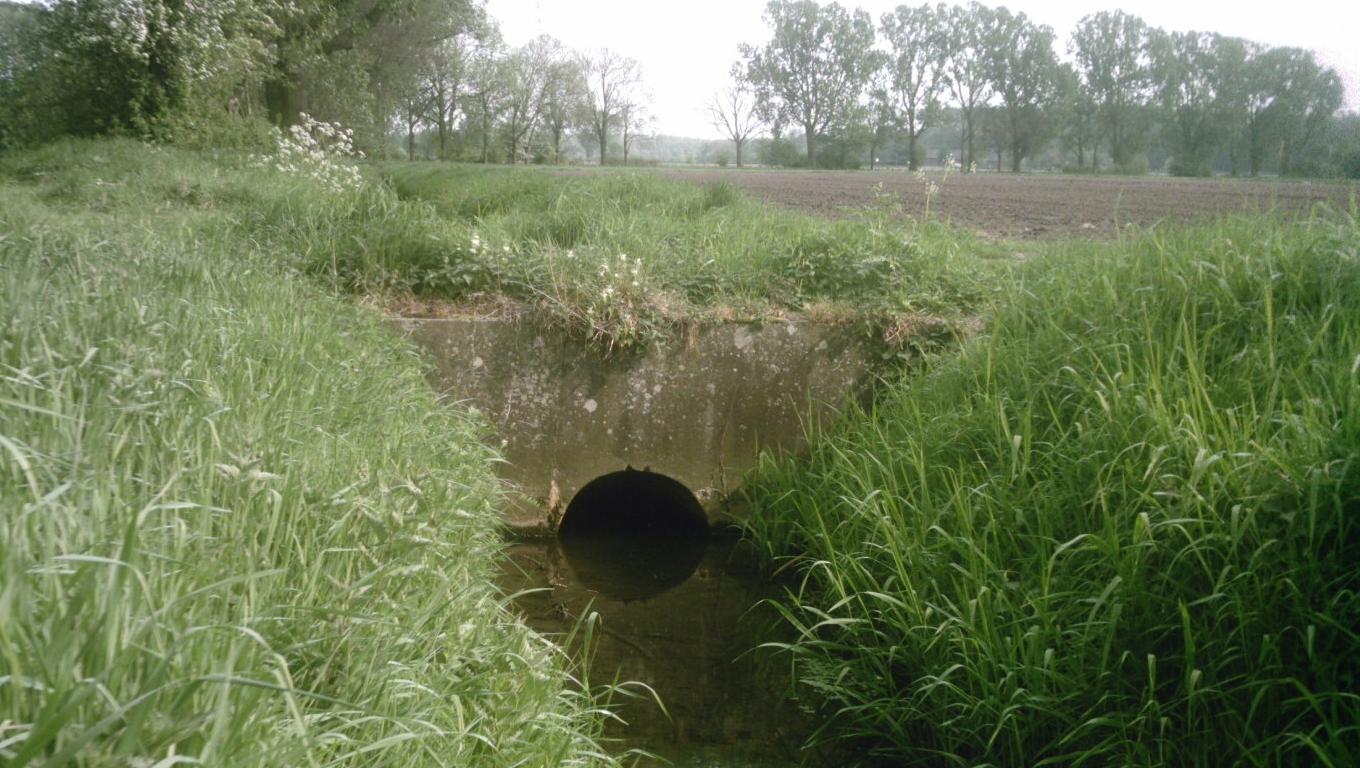
Der Aquädukt des Hammer Bachs über den Alsbach, dessen Wasser im Bild aus einer Röhre unter dem Hammer Bach herausfließt. Der Hammer Bach selbst ist hier nicht direkt sichtbar, er verläuft im Bild von rechts nach links hinter der Betonmauer des kleinen Aquädukts über den Alsbach hinweg.

Nach dem Ausfluss aus dem künstlich angelegten Biotop zwischen Hamm und dem angrenzenden Gewerbegebiet Hosterfeld fließt der Hammer Bach zunächst Richtung Osten in den neueren Teil des Ortsteils Hamm hinein. Von dort aus wendet er sich wieder Richtung Nordosten, nach Unterquerung des internationalen Radwanderwegs Fietsallee am Nordkanal am nordöstlichen Ortsrand von Hamm und gleich darauf auch der Eisenbahnstrecke Duisburg – Mönchengladbach fließt er anschließend weiter durch den Ortsteil Düpp. Nachdem er dort die Kreisstraße 6 ("Donker Weg") unterquert hat, fließt der Bachlauf sehr geradlinig in nordnordöstlicher Richtung aus dem Düpper Wohnbereich wieder heraus und kreuzt über einen kleinen Aquädukt den Alsbach. Dabei verläuft der Hammer Bach etwa parallel zur Kreisstraße 18 ("Beckersweg") und trennt nördlich der Gewässerkreuzung die Fluren Am Beckersweg (auf der linken Bachseite) und Eschlöh (auf der rechten Bachseite) voneinander. Dahinter läuft der Bach geradlinig auf den Niersdamm zu. Hier mündet der Hammer Bach schließlich in die Niers, gleich in der Nähe der Brücke der L29 (von Viersen Richtung Neersen) über diesen Fluss.

## Viadukte und Aquädukte
Der Hammer Bach verläuft zum großen Teil durch die bebauten Randzonen einer mittelgroßen Kreisstadt von insgesamt ca. 75 000 Einwohnern. Diese Lage bringt es mit sich, dass der Bachlauf eine Vielzahl von Straßen und Wegen, ein Gütergleis und außerdem auch den Bahndamm einer Eisenbahnhauptstrecke unterquert und darüber hinaus stellenweise auch ganz unterirdisch verläuft. Die hier geschilderte Situation dürfte für kleinere Fließgewässer in vergleichbarer Lage insgesamt nicht ungewöhnlich sein. Etwa 500 m nordöstlich der Unterführung unter dem Donker Weg gibt es, etwas außerhalb des Ortsteils Düpp, jedoch eine Besonderheit: Den bereits erwähnten Aquädukt.
Hierbei handelt es sich um eine künstlich angelegte Gewässerkreuzung, bei welcher der Hammer Bach über den rechtwinklig kreuzenden Alsbach mittels eines kleinen Aquädukts hinweggeführt wird, ohne dass das Fließasser beider Bachläufe an dieser Stelle miteinander in Verbindung steht.
Dabei war der heutige Alsbach ursprünglich ein Nebengewässer des Hammer Bachs, in den er früher nahe der heutigen Gewässerkreuzung mündete, wie es auf alten Karten vom Ende des 19. Jahrhunderts noch zu sehen ist. Im Rahmen von Entwässerungsmaßnahmen wurden schließlich beide Bachläufe in dem betroffenen Bereich stark begradigt und der Alsbach unter dem Hammer Bach hindurch zu Entwässerungszwecken in das sumpfige Bruchgebiet Rintger Bruch weitergeführt und darüber hinaus bis an den früheren Pielbach, in dessen Bachbett der Alsbach seitdem bis zu seiner eigenen Mündung in die Niers weiterfließt.